# Relazioni internazionali della Lettonia
Oggi la Repubblica della Lettonia si considera come stato successore della repubblica esistita tra il 1918 e il 1940, quando fu occupata dall'Unione Sovietica.
Dopo la dichiarazione di indipendenza del 21 agosto 1991, la Lettonia è divenuto membro delle Nazioni Unite il 17 settembre 1991 e partecipa a molte organizzazioni ONU e ad altri accordi internazionali, tra i quali COE, CSD, IAEA, CERCO, ICES, ICAO, IAEA, UNESCO, UNICEF, Fondo Monetario Internazionale, ICC, e BM/EBRD. È anche membro dell'Organizzazione per la sicurezza e la cooperazione in Europa (OSCE) e del Consiglio dell'Atlantico Settentrionale.
Il 20 settembre 2003, con un referendum, i lettoni hanno votato in favore all'annessione all'Unione europea, divenuta effettiva il 1º maggio 2004. La Lettonia è divenuta membro della NATO il 29 marzo 2004.
La Lettonia ha ambasciate in Austria, Bielorussia, Belgio, Canada, Cina, Repubblica Ceca, Danimarca, Estonia, Finlandia, Francia, Germania, Grecia, Israele, Italia, Lituania, Norvegia, Paesi Bassi, Polonia, Portogallo, Regno Unito, Russia, Stati Uniti d'America, Sudafrica, Svezia, Ucraina e Uzbekistan.
Opera anche nelle Nazioni Unite a New York e Ginevra, nel Consiglio d'Europa,  nella rappresentanza nell'Unione Europea degli stati non membri, nell'Organizzazione per la Non Proliferazione delle Armi Chimiche, OSCE, NATO, Organizzazione Mondiale del Commercio e il Consiglio ONU per il Cibo e l'Agricoltura.
Il consolato generale della Lettonia ha sede in Russia; ci sono Consolati Generali Onorari in Australia, Cipro, India, Israele, e Norvegia; Consolati Onorari in Argentina, Australia, Austria, Bielorussia, Brasile, Canada, Cile, Cipro, Danimarca, Egitto, Finlandia, Francia, Georgia, Germania, Grecia, Islanda, Irlanda, Israele, Italia, Giordania, Kazakistan, Kirghizistan, Libano, Lussemburgo, Messico, Moldavia, Paesi Bassi, Norvegia, Pakistan, Filippine, Polonia, Singapore, Sudafrica, Corea del Sud, Spagna, Svezia, Svizzera, Thailandia, Turchia e Venezuela.
La Russia ha espresso dubbi su come la lingua lettone e le leggi di naturalizzazione abbiano avuto effetti sulla popolazione lettone di lingua russa, che nel 2000 ammontava al 32,3% della popolazione totale, percentuale poi scesa al 29% circa, nel 2011. Viceversa, anche la Lettonia è interessata alle condizioni di vita dei lettoni che risiedono ancora in Russia. L'ultimo censimento russo ha mostrato che circa 40.000 lettoni vivono in Russia, ma altre fonti alzano tale cifra fino a 50.000-60.000 persone.

## Dispute internazionali
Il trattato che definisce il confine con la Russia è stato firmato e ratificato nel 2007. Con esso la Lettonia rinuncia a ogni rivendicazione territoriale, accettando l'annessione russa di parte del distretto di Abrene che era incluso nella repubblica lettone prebellica e che ora si trova nel Pytalovskij rajon. 
Sono in corso le trattative sulla disputa per il confine marittimo con la Lituania (il motivo principale sono i diritti per l'esplorazione per il petrolio).

## Droghe illecite
La Lettonia è il punto di imbarco per le oppiacee e la cannabis che proviene dall'Asia centrale e meridionale e che sono dirette verso l'Europa occidentale e la Scandinavia; è anche punto di transito della cocaina latino-americana dall'Europa dell'ovest alla CSI.